# 青麗體魚
青麗體魚，又稱橫紋鯛，為輻鰭魚綱鱸形目隆頭魚亞目慈鯛科的其中一種。

## 分布
本魚分布於南美洲厄瓜多的Esmeraldas河至祕魯的Tumbes河的流域中。

## 特徵
本魚的底色為金黃綠色，在鰓蓋和尾鰭之間，有藍綠色發光的深色斑紋穿過於的側線。身體上有紅暈，成魚的紅暈較鮮艷，尾鰭基部有一塊彩邊黑斑，雄魚背鰭和臀鰭較尖。體長可達25公分。

## 生態
本魚棲息淡水的河流或小溪中，肉食性，以小型無脊椎動物為食，具有領域性。

## 經濟利用
可當作觀賞魚。